# Franziskanerkloster Meißen

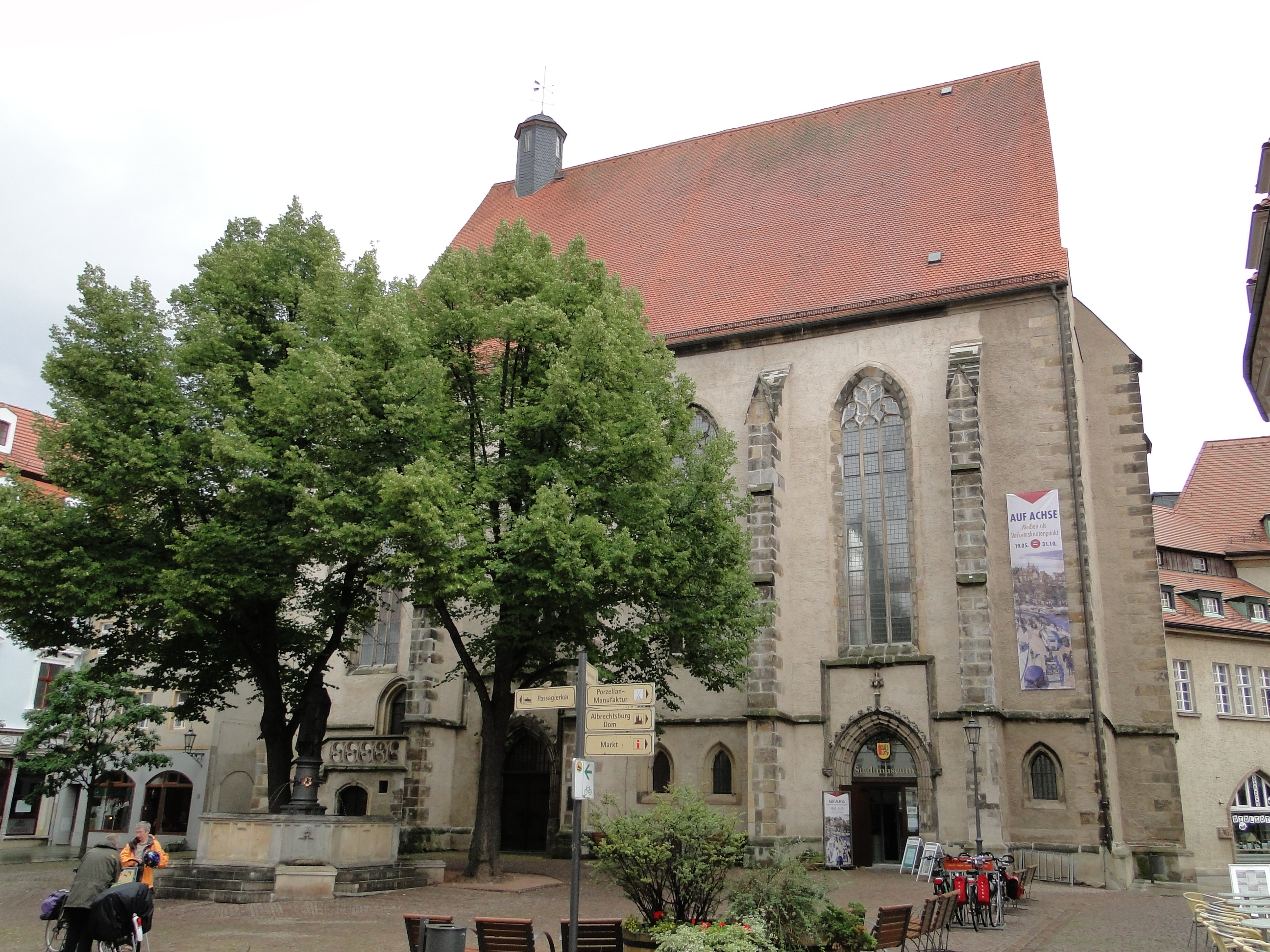
Kloster von Norden

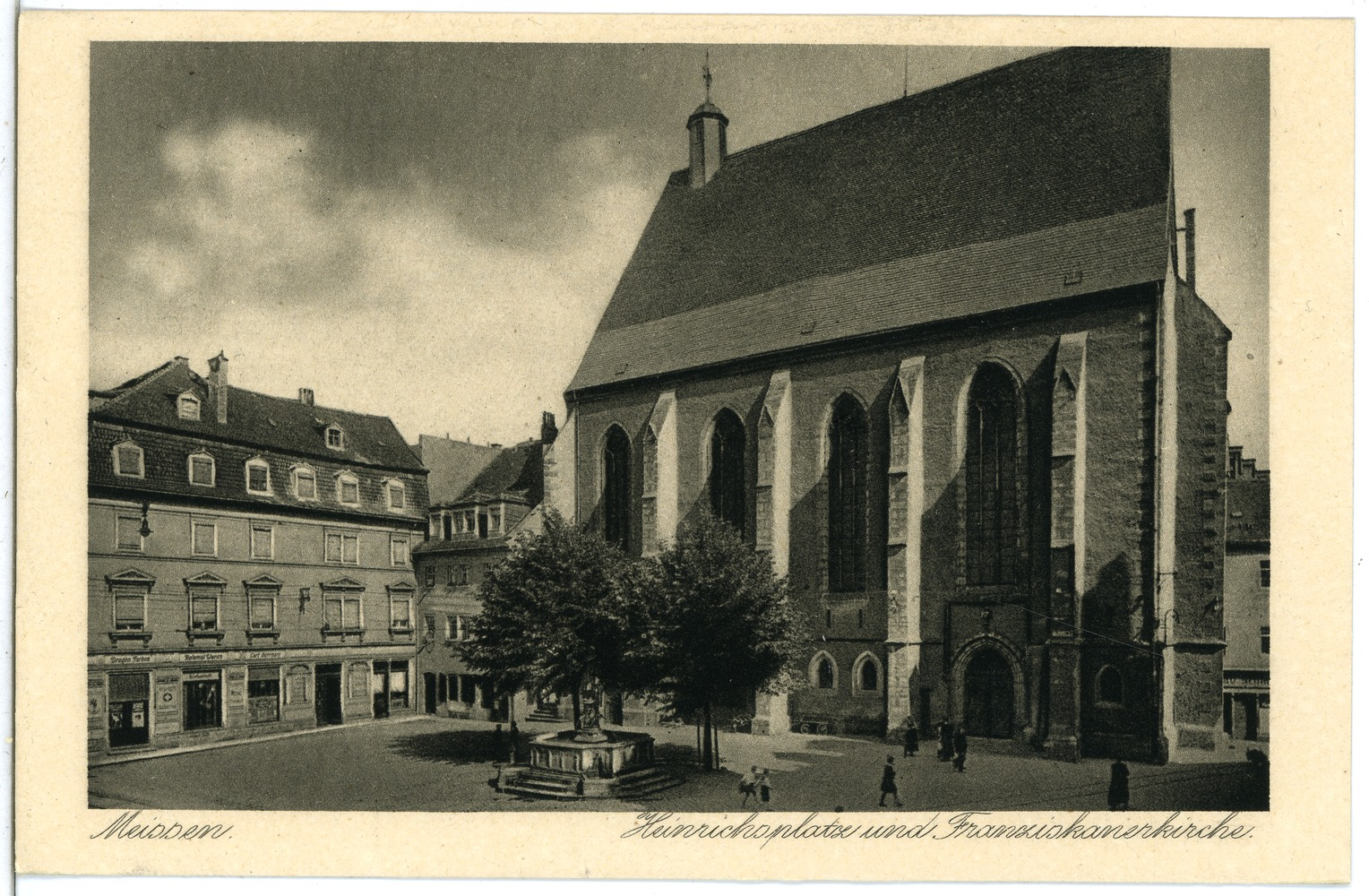
Franziskanerkirche um 1923

Das ehemalige Franziskanerkloster Meißen ist ein fragmentarisch erhaltenes gotisches Kloster in der Altstadt von Meißen (Heinrichsplatz 3) im gleichnamigen Landkreis in Sachsen, das heute vom Stadtmuseum Meißen genutzt wird.

## Geschichte
Das Franziskanerkloster in Meißen wurde um 1258 gegründet. Der Konvent gehörte mit den Klöstern in Cottbus, Freiberg, Dresden, Oschatz, Torgau und Seußlitz zur Kustodie Meißen der ausgedehnten sächsischen Ordensprovinz (Saxonia). Die Klosterkirche St. Peter und Paul wurde um 1350–1400 erbaut. Nach einem Brand wurde die Kirche 1447–1457 erneut eingewölbt. Im Zuge der Reformation wurde der Konvent 1539 aufgelöst. Der Chor wurde nach Verfall im Jahr 1823 abgebrochen. Im Schiff wurde eine Balkendecke eingezogen, welche um 1900 in Zusammenhang mit der Nutzung als Museum des Meißner Altertumsvereins tiefer gelegt wurde. Als Zugang wurde eine neugotische Treppenanlage eingerichtet. Im Jahr 1929 wurde im Westen ein Fußgängerdurchgang unter Nutzung der früheren Portale angelegt. Die Kirche wurde später mit Einbauten aus Stahl versehen und für die Nutzung als Museum eingerichtet.

## Architektur

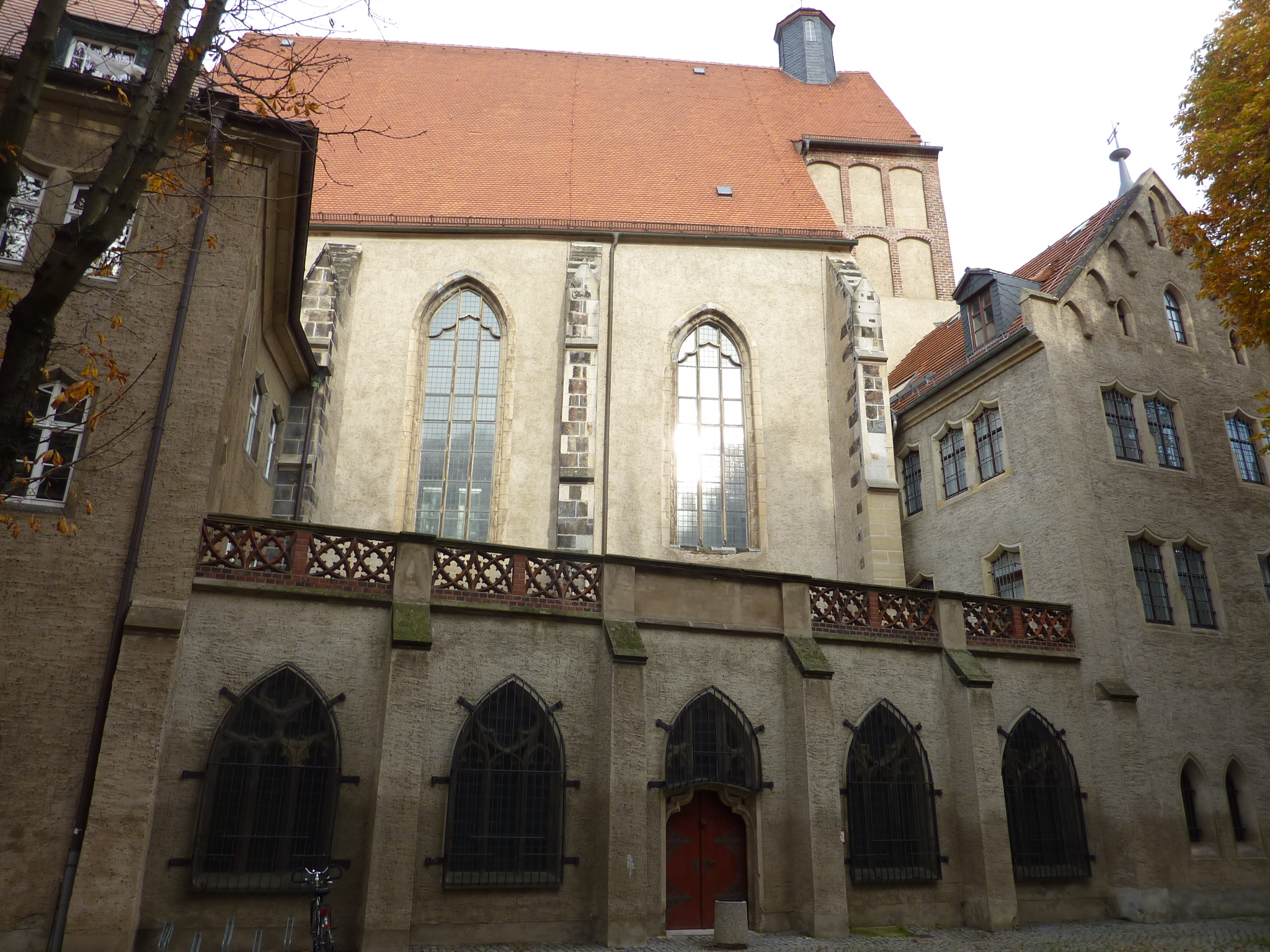
Südseite mit Kreuzgang

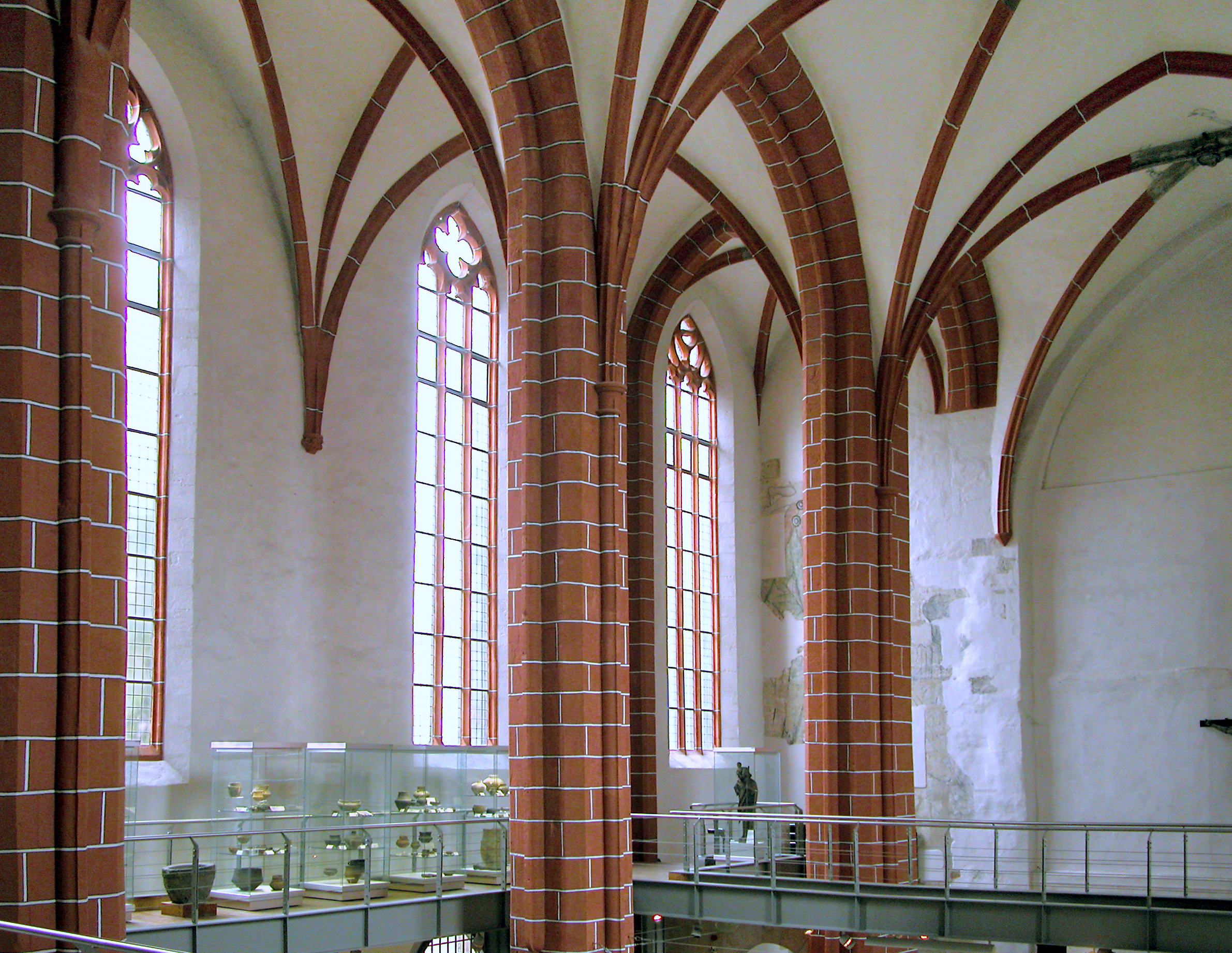
Innenansicht der Kirche

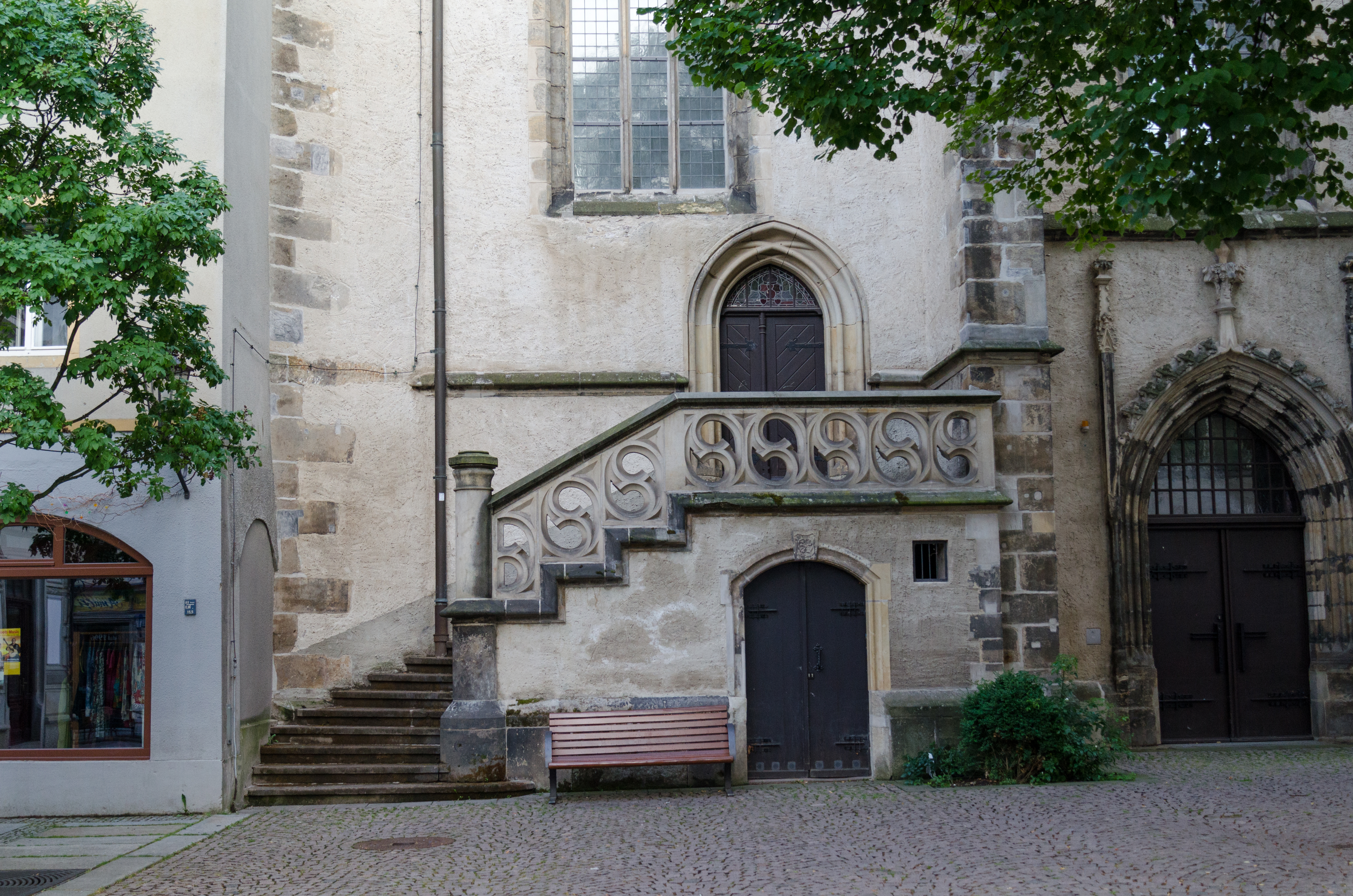
Nordostzugang

Das aus Bruchstein, Granit und Sandstein bestehende Bauwerk ist eine schlichte gotische Hallenkirche im Stil der Bettelordenskirchen mit Strebepfeilern und schlanken dreiteiligen Maßwerkfenstern. Die Passmaßwerke stammen aus dem 15. Jahrhundert, die Fenster mit Fischblasenmaßwerk und die beiden reich profilierten Nordportale entstanden 1447–1457. Das Bauwerk wird durch ein Satteldach mit Dachreiter abgeschlossen und zeigt geraden West- und Ostschluss mit Backsteingiebeln.
Das Langhaus der Klosterkirche ist eine dreischiffige, vierjochige Halle, die mit Kreuzrippengewölben auf abgefasten, quadratischen Pfeilern mit Birnstabdiensten abgeschlossen ist. Das nördliche Seitenschiff ist breiter als das südliche, an das sich der Kreuzgang anschließt.
Der nicht erhaltene dreijochige Chor war ein Bauwerk aus dem 14. Jahrhundert mit Dreiachtelschluss und ebenfalls mit Kreuzrippengewölben mit Birnstabprofil eingewölbt.

## Klostergebäude
Vom Kloster blieben der Nord- und der Westflügel des Kreuzgangs erhalten. Der Nordflügel zeigt vier Joche mit Kreuz- und Gurtrippen mit Birnstabprofil aus der Zeit um 1430, der Westflügel sechs schlanke Gewölbejoche. Zur Ausstattung gehören zahlreiche Epitaphien und Grabdenkmäler des Adels und des wohlhabenden Meißner Bürgertums sowie Denkmäler aus der Meißner Nikolaikirche, aus Meißen-Triebischtal und aus der 1903 abgebrochenen Johanniskapelle auf dem ehemaligen Stadtfriedhof.
Im Jahr 1855 wurden die Klausurgebäude und der größte Teil des Kreuzgangs abgebrochen. Im Jahr 1857 wurden die abgebrochenen Teile des Kreuzgangs (als eine frühe Tat der Denkmalpflege) auf neuem Grundriss wieder aufgebaut und unter Verwendung des alten, geborgenen Materials ergänzt. Gleichzeitig wurden durch Oskar Mothes die beiden neugotischen Gebäude beiderseits des Kreuzgangs erbaut und die Rote Schule durch Carl August Schramm errichtet. Dieser repräsentative neugotische Schulneubau galt als Musterbau der Schulbaukunst. Er ist mit gotisierenden Backsteinelementen ausgestattet.